# Renee Young
Renee Jane Paquette (n. 19 septembrie 1984, Toronto, Ontario, Canada) este un jurnalist sportiv și o actriță canadiană. În prezent, este o personalitate a WWE, la emisiunea WWE SmackDown, sub numele de Renee Young, pentru care ia interviuri și comentează meciuri de wrestling. A fost comentator sportiv pentru The Score.

## Viața timpurie
Paquette s-a născut în Toronto, Ontario și a fost un copil model. După liceu, a aplicat la mai multe colegii și a început să se specializeze în comedie improvizată. La vârsta de 19 ani s-a mutat în Los Angeles, California, pentru a urma o carieră ca actriță de comedie. Mai târziu s-a mutat înapoi în Toronto unde a dat audiții pentru filme, videoclipuri muzicale și reclame.

## Cariera profesională

### The Score Television Network (2009-2012)
Paquette a început să lucreze pentru The Score Television Network în ultimele luni ale anului 2009. A prezentat în cadrul emisiunii Right after Wrestling, care mai târziu a fost redenumită Aftermath, alături de Arda Ocal, Mauro Ranallo și fostul WWE, arbitrul Jimmy Korderas.